# Oemona hirta
Oemona hirta là một loài bọ cánh cứng trong họ Cerambycidae.